# Prosencefalo
Il prosencefalo (o più raramente proencefalo) è una parte dell'encefalo. In inglese è forebrain, ma vengono utilizzati anche gli aulici cerebrum (latino) e prosencephalon (greco).
Il cervello è costituito dal telencefalo e dal diencefalo. Per alcuni neuroanatomici, il termine "cervello" è talora sinonimo di prosencefalo più mesencefalo. Erroneamente, i termini "cervello" ed "encefalo" sono comunemente considerati sinonimi.
I nervi encefalici ottico e olfattivo non sono da considerarsi nervi veri e propri, ma parte del cervello, sia anatomicamente che embriologicamente (sono infatti estroflessioni della vescicola prosencefalica). I veri nervi sono rispettivamente gli assoni delle cellule gangliari della retina e i fili olfattori.

## Descrizione anatomica
Nella descrizione dei rapporti spaziali del cervello bisogna tener presente piccole variazioni semantiche dei termini utilizzati generalmente in anatomia: dallo sviluppo verticale del midollo spinale infatti si passa alla trasversalizzazione del prosencefalo, quindi il "sopra", il "sotto, il "davanti" il "dietro" che nella classica descrizione anatomica hanno determinati sinonimi, nell'anatomia del prosencefalo ne assumono altri.
- Davanti: dalla concezione di "ventrale" si passa a quella di "ventrale"
- Dietro: il "dorsale" diventa "dorsale"
- Sopra: il "craniale" diventa "rostrale"
- Sotto: il "caudale" diventa "caudale".

In questo nuovo quadro, quindi, la sua superficie superiore, o dorsale, è convessa e si adatta sulla superficie interna concava della teca cranica, mentre quella inferiore, o ventrale, è invece pianeggiante.

### Diencefalo
Mediano e simmetrico, a forma di piramide tronca, è situato rostralmente al mesencefalo ed è ricoperto su tutte le sue facce dal telencefalo, affiorando da esso solo con la superficie ventrale. Al suo interno vi si trova il III ventricolo. Ha un maggior asse sagittale che forma con l'asse maggiore del tronco encefalico un angolo ottuso aperto in avanti e in basso.
In basso si trova l'ipotalamo in rapporto con la sella turcica e il circolo di Willis. Vi si riconosce il chiasma ottico, il tuber cinereum e i corpi mammillari. Lateralmente abbiamo i due talami, due grosse masse grigie ovoidali, le cui facce laterali sono in rapporto al telencefalo bianco (la capsula interna), mentre medialmente delimitano il terzo ventricolo. Hanno tra loro un punto di contatto anteriormente.
I confini del diencefalo con il telencefalo sono per il resto convenzionali. Il nucleo pallido, che si trova lateralmente alla capsula interna, seppur embriologicamente di pertinenza diencefalica, è anatomicamente e funzionalmente assegnato al telencefalo.
La divisione del diencefalo prevede innanzitutto una divisione sagittale, ottenendo così due parti uguali e simmetriche. In ciascuna si può individuare una parte ventrale e una dorsale. La prima è costituita dal subtalamo lateralmente e dall'ipotalamo medialmente. Nel subtalamo son presenti le porzioni rostrali del tronco encefalico, oltre a proprie formazioni grigie e bianche. La parte dorsale del diencefalo comprende invece talamo, metatalamo (corpi genicolati mediali e laterali) ed epitalamo. L'epifisi fa parte dell'epitalamo.

### Telencefalo
Il telencefalo deriva embriologicamente dalla tasca telencefalica del prosencefalo. Ben presto si divide nei due abbozzi emisferici, completamente separati in avanti e indietro dalla scissura interemisferica, mentre sono collegati da una parte intermedia detta corpo calloso. All'interno di ciascun emisfero è presente un ventricolo laterale. Alla base son presenti i nuclei grigi, attorno ai quali son presenti diffusi fasci bianchi. Alla superficie si dispone la corteccia telencefalica, o cerebrale.
Caudalmente è separato dal tronco encefalico dalla fessura trasversa di Bichat nella quale si dispone il tentorio del cervelletto.
Il telencefalo compone l'87% del peso di tutto l'encefalo. Le sue dimensioni sono variabili per specie, età e sesso. Peso, grandezza, numero di circonvoluzioni e di sinapsi son correlate all'intelligenza dell'individuo in maniera non lineare. Possiede le seguenti misure:
- diametro sagittale (lunghezza): 170mm per i maschi, 160 femmine;
- diametro trasverso (larghezza): 140 maschio, 135 femmina;
- diametro verticale (altezza): 130 maschio, 125 femmina;
- circonferenza orizzontale massima: 480mm;
- arco sagittale massimo: 237mm;
- peso: fino a 1150g nel maschio e 1016g nella femmina;
- rapporto ponderale sostanza bianca/sostanza grigia: 61:39.

Le dimensioni di un individuo in rapporto col peso telencefalico definiscono il coefficiente di cefalizzazione, che nell'uomo raggiunge i valori massimi. Tale coefficiente è uguale nei due sessi, indipendentemente dal fatto che il peso del telencefalo femminile sia inferiore a quello maschile.
Alla superficie il telencefalo si presenta con numerosi solchi che delimitano circonvoluzioni e lobi. Le scissure primarie delimitano i lobi (lobo frontale, lobo parietale, lobo temporale, lobo occipitale, lobo dell'insula, lobo limbico); le scissure secondarie delimitano le circonvoluzioni o giri.
I nuclei telencefalici sono il claustro, l'amigdala e il corpo striato; in quest'ultimo in realtà si individuano il nucleo caudato, putamen e globo pallido, diviso in parte interna e parte esterna. Putamen e pallido formano il nucleo lenticolare. Questi nuclei sono organizzati in capsule, divisi cioè tra loro da fasci di sostanza bianca: la capsula interna, tra talamo e putamen, la capsula esterna, tra putamen e claustro, e la capsula estrema, tra claustro e insula. Attraverso la capsula interna passano i fasci della corona radiata, che dal tronco encefalico raggiungono la corteccia telencefalica.

## Circolazione
Il cervello è nutrito dai rami arteriosi provenienti dal circolo di Willis. Mentre il sangue refluo segue tre sistemi, superficiale (dalla corteccia attraverso meningi e teca cranica verso la superficie), profondo (verso la vena di Galeno) e basilare (con due tronchi voluminosi, destro e sinistro, direttamente nel seno retto o nella grande vena cerebrale).